# IPv4
Интернет протокол версия 4 (IPv4) е четвъртата ревизия при разработката на Internet Protocol (IP) и първата версия на протокола, която намира широко разпространение. Заедно с IPv6 този протокол е в основата на стандартните мрежови технологии в интернет.
IPv4 е описан в публикация IETF RFC 791 (септември 1981), заменяйки по-ранната дефиниция (RFC 760, януари 1980). Протоколът все още се използва за по-голямата част от интернет трафика в днешно време. Използва 32-битово адресно пространство, което предоставя общо 4 294 967 296 уникални адреса, макар че големи блокове от него са резервирани за специални мрежови методологии (около 18 млн. адреса за частни мрежи и около 270 млн. мултикаст адреса).